# Municipio de Park (Dakota del Norte)
El municipio de Park (en inglés: Park Township) es un municipio ubicado en el condado de Pembina en el estado estadounidense de Dakota del Norte. En el año 2010 tenía una población de 61 habitantes y una densidad poblacional de 0,66 personas por km².

## Geografía
El municipio de Park se encuentra ubicado en las coordenadas 48°40′33″N 97°43′34″O / 48.67583, -97.72611. Según la Oficina del Censo de los Estados Unidos, el municipio tiene una superficie total de 93.05 km², de la cual 93 km² corresponden a tierra firme y (0,04 %) 0,04 km² es agua.

## Demografía
Según el censo de 2010, había 61 personas residiendo en el municipio de Park. La densidad de población era de 0,66 hab./km². De los 61 habitantes, el municipio de Park estaba compuesto por el 100 % blancos. Del total de la población el 0 % eran hispanos o latinos de cualquier raza.